# Cyrnotheba corsica
Cyrnotheba corsica es una especie de molusco gasterópodo pulmonado terrestre de la familia Helicidae.

## Distribución geográfica
Es  endémica de Francia. 